# Duivendrecht

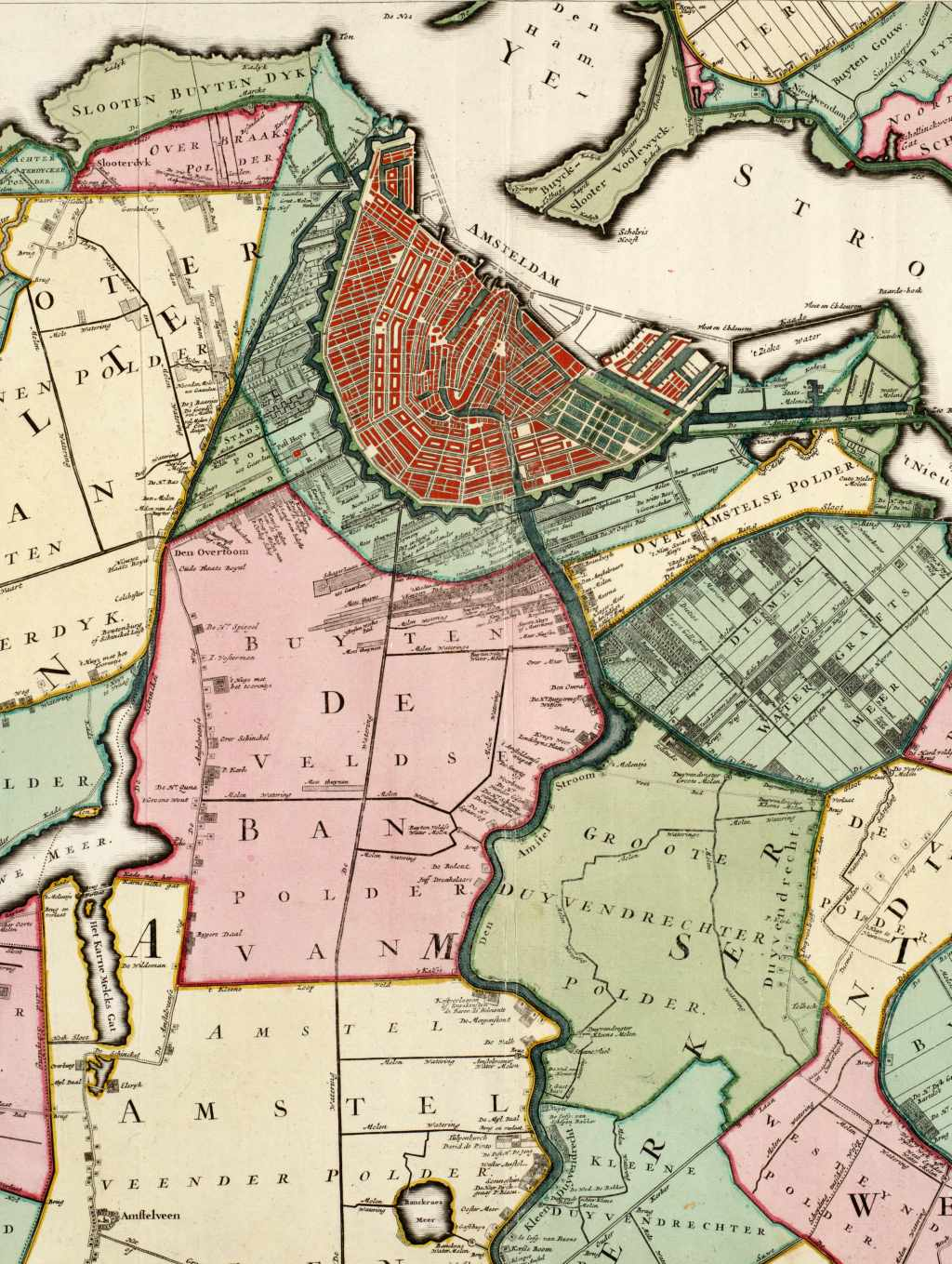
Duivendrecht ligt in de Groote Duivendrechtse Polder, gelegen rechts van het midden op deze oude kaart van Amstelland.

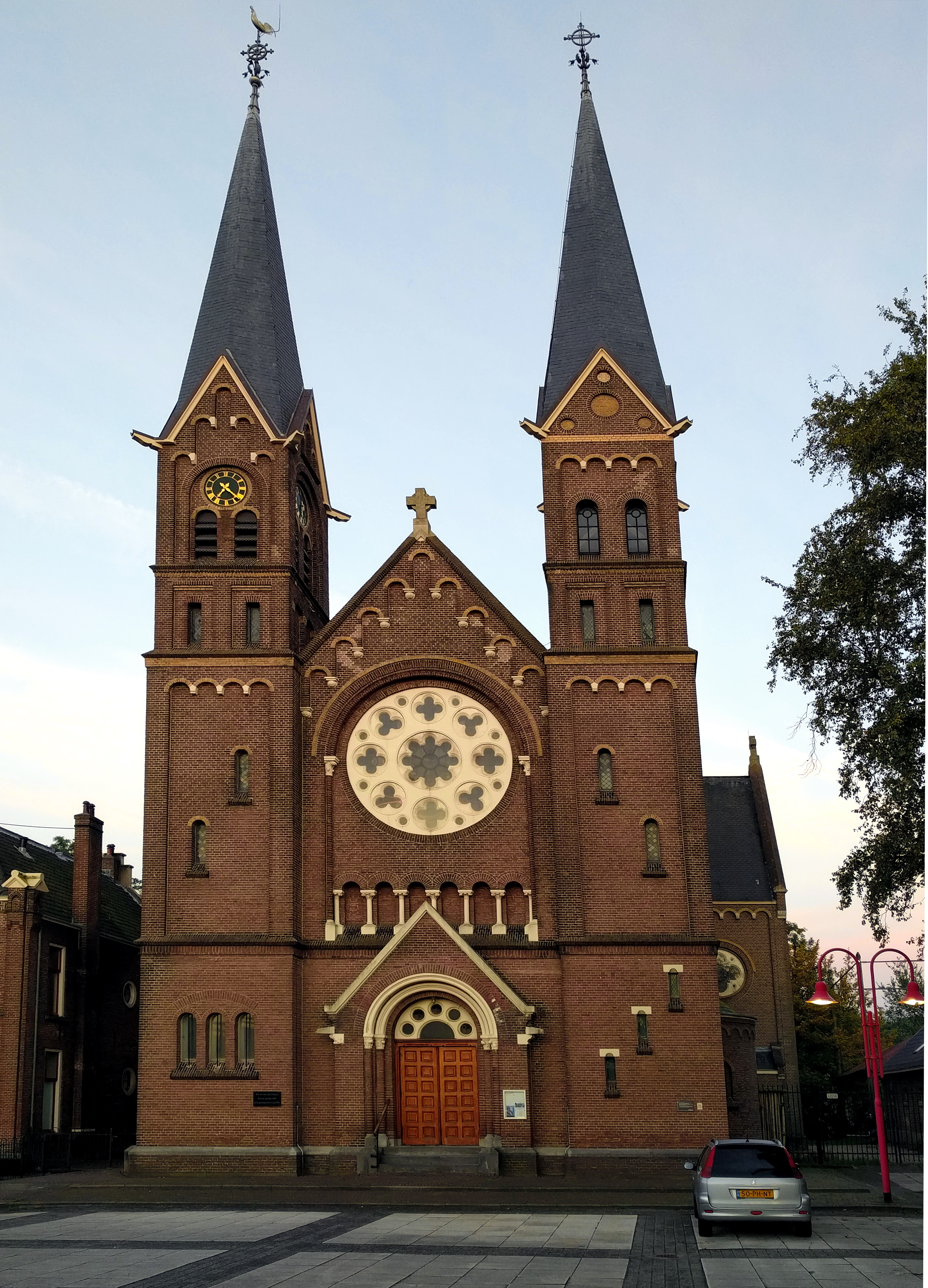
De rooms-katholieke Sint-Urbanuskerk.

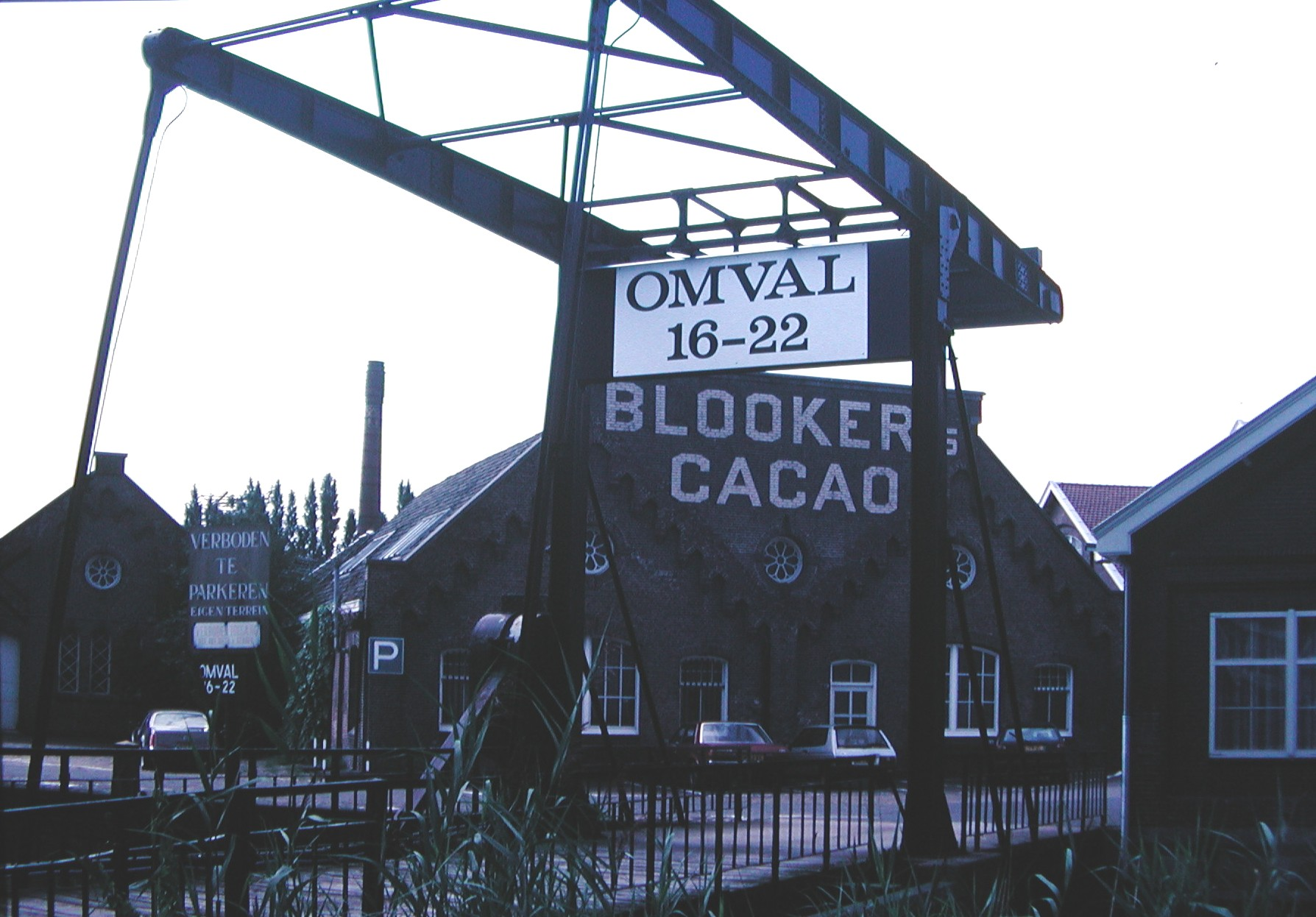
Toegang tot de opslagplaats van Blooker.

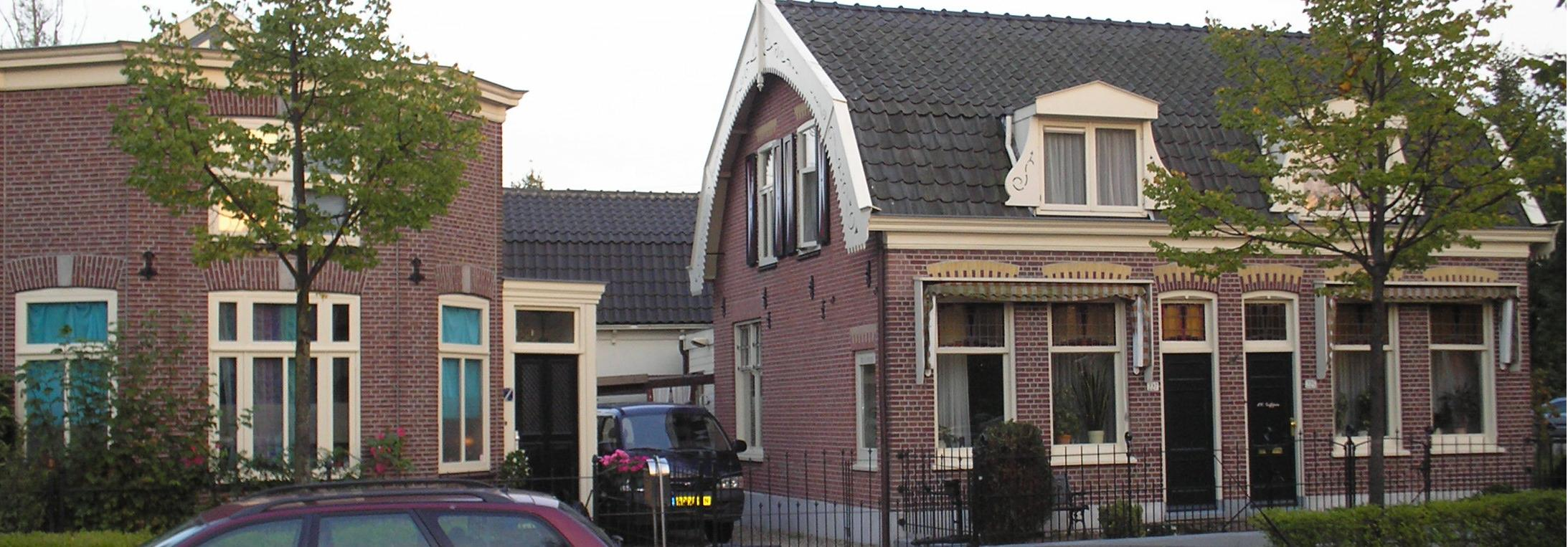
Boerderijen

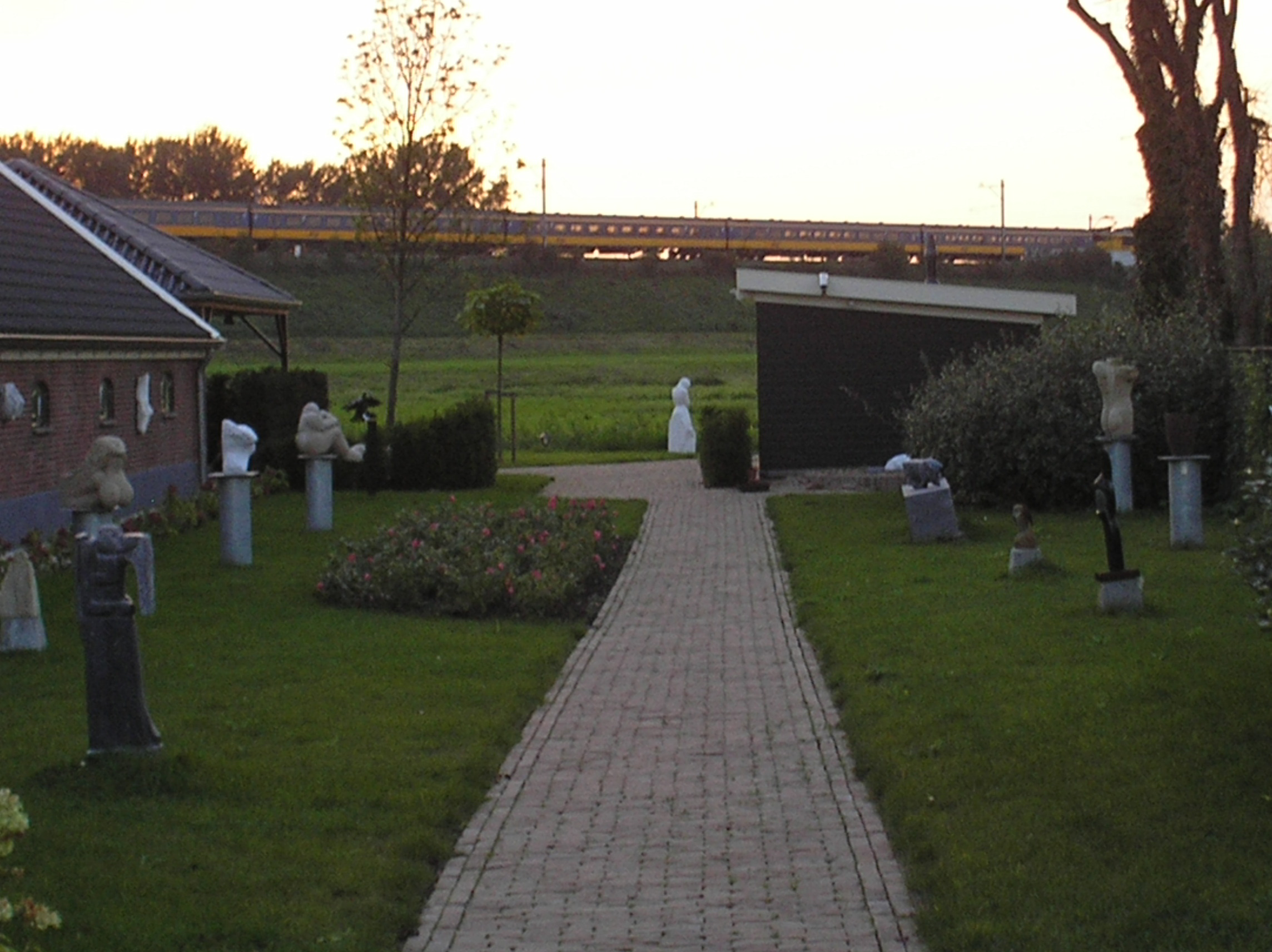
Beeldentuin in Duivendrecht

Duivendrecht is een dorp in de gemeente Ouder-Amstel, onder de rook van Amsterdam in de Nederlandse provincie Noord-Holland. Het dorp heeft ongeveer vijfduizend inwoners en ligt ingeklemd tussen Amsterdam-Oost (Overamstel en Watergraafsmeer), Amsterdam-Zuidoost (Venserpolder) en Diemen.

## Dorp
Duivendrecht bestaat uit drie delen: het dorp, een deel van het bedrijventerrein Overamstel / Amsterdam Business Park en een landelijk gebied aan de Amstel, namelijk de Groot en Klein Duivendrechtsepolder.
Vlak naast het station ligt de rooms-katholieke Sint-Urbanuskerk uit 1878. De protestantse "kleine kerk" staat verderop aan de grootste en oudste straat, de Rijksstraatweg, die dwars door het dorp loopt. Over deze straat loopt het grootste gedeelte van de Bordjesroute, een "historische" wandelroute door Duivendrecht.
Alleen de Sint-Urbanuskerk en de lange Rijksstraatweg zijn nog als historische elementen herkenbaar in het dorp. De meeste boerderijen zijn verdwenen. Naast de kerk staan nog de Sophia's Hoeve en de Anthoniushoeve, beide uit het eind van de 19e eeuw en beide sinds 2003 rijksmonument.

## De naam Duivendrecht
De oorsprong van de naam Duivendrecht is niet met zekerheid bekend. De oudst bekende variant "Due Vene Trajectum", een Latijnse naam, duidt op een verbinding in een waterrijk gebied. Duivendrecht is van oudsher een plaats geweest waar veel verbindingswegen doorheen liepen, bijvoorbeeld die naar Utrecht, en nu nog zowel voor auto's als treinen. De naam van Duivendrecht werd in allerlei varianten teruggevonden in documenten en op kaarten. Aan het einde van de 18e eeuw ging men ervan uit dat er nabij de Duivendrechtse brug een knecht woonde die duiven hield, maar de naam was al eeuwen oud.
Een andere verklaring werd dat er ene Doeve bij de drecht leefde, die toezicht hield en tol hief.
Een andere bron vermeldt dat het Diemermeer oorspronkelijk tot ongeveer 1350 uit twee meren bestond, het Watergraafsmeer in het westen en het Diemermeer in het oosten, ook wel het in oudere teksten genoemde "Tumpmeer". Op een landtong tussen de meren in zou een kerkje met wat huizen hebben gestaan, ongeveer 500 meter noordelijker dan het huidige dorp op de plek waarin 1894 de Nieuwe Oosterbegraafplaats werd aangelegd. De naam zou niets met duiven te maken hebben maar een verbastering zijn van "de overdrecht", een overzetplaats over de drecht tussen de landtong in het meer en het zuidelijke uiteinde van de Oetewalerweg, de huidige Linnaeusstraat. Door overstroming van de landtong en het ontstaan van één meer zou het dorp later naar het zuiden zijn opgeschoven op de huidige plaats.

## Geschiedenis
Het gebied waar nu Duivendrecht ligt, behoorde aanvankelijk tot Utrecht en niet tot het graafschap Holland. De bisschop van Utrecht benoemde dienstmannen om het gebied te besturen. De Heren van Amstel gedroegen zich in de 13e eeuw onafhankelijk tegenover Utrecht en zochten toenadering tot Holland. Ze verkregen veel macht en invloed totdat zij betrokken raakten bij de moord op graaf Floris V van Holland in 1296.
In 1343 bleek dat er uit Doevendrecht (Duivendrecht) ganzen en vis werden geleverd aan het grafelijke hof. Duivendrecht bestond echter alleen uit een paar boerderijen en vissershuizen aan de Duivendrechtsekade, de Molenkade en het noorden van de Duivendrechtselaan (de huidige Rijksstraatweg).
De Duivendrechtsebrug was een bekend begrip omdat de brug lag in de verbindingsweg tussen Amsterdam en Utrecht. Deze was er sinds 1629, toen het Watergraafsmeer (of Diemermeer) werd drooggelegd. Bij de Duivendrechtse Brug werd tol geheven en toezicht gehouden.
Omdat veel mensen Duivendrecht zo bezochten, verrezen er aan de weg woningen, winkels, herbergen, boerderijen, molens en uitspanningen. Duivendrecht werd na 1900 een echt dorp. Voor de opening van de Rijksweg 2 in 1954 was het begin van de Rijksstraatweg bij de Duivendrechtsebrug het begin van de doorgaande route naar Utrecht via de Bijlmermeerpolder, Abcoude, Loenen, Breukelen en Maarssen. De Rijksstraatweg is, sinds de aanleg van de Gaasperplaslijn, een doodlopende weg bij het station Duivendrecht.
In 1787 kreeg Holland een inval van Pruisen te verduren, Duivendrecht speelde een rol in de verdediging van Amsterdam. De stad zag het belang van Duivendrecht als basis van voedselvoorziening, voornamelijk melk en melkproducten.
Aan de Amstel liggen de Groot en Klein Duivendrechtsepolder (1637/1638). Hier lag aan de Amstel een lange rij van boerderijen tot aan het buurdorp Ouderkerk.
Veel historisch materiaal is te vinden in het Historisch Museum Ouder-Amstel. Van 1972 tot 2001 heette het museum de Oudheidskamer.
Duivendrecht-Oost was vroeger onderdeel van de gemeente Weesperkarspel. De Diemense wijk Biesbosch ligt hier als een soort enclave ingeklemd tussen de van der Madeweg, de Gooiseweg en de Dalsteindreef.

### Sint-Urbanuskerk
De Sint-Urbanuskerk ("Grote Kerk") bestaat sinds 1878, maar er was sinds 1350 al een kapel aanwezig, die na de Alteratie niet gebruikt werd, omdat rooms-katholieke kerken verboden werden door de protestantse overheid. De kerk is vaak in conflict geweest met de Nederlandse Spoorwegen, die de omgeving drastisch hebben veranderd. Ten noorden van de kerk aan de Rijksstraatweg staan verschillende oude boerderijen, arbeiderswoningen en oude winkelpanden. Aan de overkant staat een restaurant (nu Lotgenoten geheten, maar vroeger bekend onder andere namen). Er is in de Rijksstraatweg nog een vroegere spoorwegovergang van het goederenspoor dat hier van 1939 tot 1993 heeft gelegen.
In 1923 kwam er een tweede kerk, een protestantse kerk ("kleine kerk"), hier lag ook de eerste school. Tot aan de jaren zestig lag er aan het eind van de Kloosterstraat het Klooster Sint Michaël (een vrouwenklooster van de orde der Clarissen). Dit is in verband met de aanleg van de Amsterdamse ringweg, de A10 afgebroken, het beeld van de aartsengel Michaël is bewaard gebleven en staat nu aan het eind van de Kloosterstraat. Op de oorspronkelijke plaats van het klooster bevindt zich nu het Michaëlplein.

### Amsterdam rukt op
In 1921 annexeerde Amsterdam de Amsteloever: het huidige Overamstel en de Omval. Hierdoor ging ook de oude Duivendrechtse kade naar Amsterdam. Aan de Duivendrechtsekade werden stomme films gemaakt (de eerste van Nederland) en aan de Omval stond Blooker Cacaobedrijf, aan de Omval staat sinds 1995 de Rembrandttoren.
In de 20e eeuw verstedelijkte Duivendrecht sterk, er kwamen moderne gebouwen en in de jaren zeventig werd de Zonnehof gebouwd, een complex van flatgebouwen, dat de "Chinese Muur" wordt genoemd. In Duivendrecht liggen nu de A2 en de A10. Het Amsterdamse bedrijventerrein Overamstel, bekend als Amstel Business Park, werd uitgebreid met het gebied "Amstel II" in Ouder-Amstel.
Sinds 1977 is Duivendrecht per metro bereikbaar. Het oorspronkelijke metrostation Duivendrecht heet sinds 1991 metrostation Van der Madeweg.
In 1993 werd aan de zuidrand van het dorp het station Duivendrecht geopend aan de spoorlijn Amsterdam – Utrecht, die hier de spoorlijn Weesp – Schiphol kruist.
De Johan Cruijff ArenA (destijds Amsterdam ArenA) zou aanvankelijk op Duivendrechts grondgebied worden gebouwd, maar hier voelde Ouder-Amstel niets voor. De ArenA werd uiteindelijk in 1996 boven de Burgemeester Stramanweg gebouwd, net binnen het Amsterdamse grondgebied.
In 2006 werd de grens van Amsterdam en Duivendrecht herzien omdat deze soms door kantoren en bedrijven liep. De trainingsvelden van Ajax (naast het nieuwe stadion) kwamen nu ook in Amsterdam te liggen.
In 2013 hebben de gemeente Ouder-Amstel en PostNL, in overleg met bedrijven in het gebied, besloten dat een deel van Duivendrecht per 2014 als afzonderlijke woonplaats wordt beschouwd, met de naam "Amsterdam-Duivendrecht" en het postcodenummer 1114. Het betreft het gebied tussen de spoorlijn Amsterdam – Utrecht (de grens met het eigenlijke Duivendrecht), de gemeentegrens van Amsterdam (stadsdeel Oost), de A2 en de grens met Amsterdam Zuidoost. Dit gebied omvat het zuidelijk deel van het bedrijventerrein Amstel Business Park (vroeger Amstel II) (met een oppervlakte van 80 hectare), enkele volkstuinparken, de golfbaan Amsterdam Old Course, Amstelborch / Borchland en het Sportpark De Toekomst.

## Kunst
Verspreid over het dorp staan kunstzinnige abstracte beelden. Verder waren het landschap en de boerderijen van Duivendrecht een geliefd onderwerp om te schilderen, voor verschillende schilders onder wie Piet Mondriaan die de boerderij Weltevreden schilderde, en Hermanus Koekkoek jr (J. van Couver) (1836-1909), schilder van Hollands landschap met molen bij Duivendrecht. Enkele van Mondriaans schilderijen van Duivendrecht hangen in het Philadelphia Museum of Art (in Philadelphia).
In het Dorpshuis van Duivendrecht aan het Dorpsplein worden regelmatig tentoonstellingen en exposities gehouden met schilderijen van verschillende kunstenaars.

## Geboren
- Wim Eijk (22 juni 1953), arts, theoloog, metropoliet en (aarts)bisschop (vanaf 2008 aartsbisschop van Utrecht)
- Jakob Wedemeijer (1969), jurist, advocaat en SP-politicus